# Charlie McCreevy
Charlie McCreevy (en Gaèlic irlandès: Cathal Mac Riabhaigh) (Sallins, Irlanda 1949) és un polític irlandès que ha estat diverses vegades ministre al seu país i que fou Comissari Europeu del Mercat Interior i Serveis en la Comissió Barroso I.

## Biografia
Va néixer el 30 de setembre de 1949 a la població de Sallins, situada al comtat de Kildare. Va estudiar comerç a la Universitat de Dublín.

## Activitat política
Membre del partit conservador Fianna Fáil (FF), el 1977 fou escollit diputat Dáil Éireann per la circumscripció de la seva ciutat natal, escó que conservà fins al 1997. Aquell any renovà el seu escó, en aquest cop però per la circumscripció de Kiladre-Nord. Entre 1979 i 1985 fou membre del consell de govern del comtat de Kildare.
El febrer de l'any 1992 amb la victòria d'Albert Reynolds en les eleccions legislatives McCreevy fou nomenat Ministre d'Assumptes Socials. El gener de 1993 fou nomenat Ministre de Comerç i Turisme, càrrec que va mantenir fins al desembre de 1994, moment en el qual el seu partit passà a l'opossició. Amb la victòria novament del Fianna Fáil en les eleccions de juny de 1997 fou nomenat per part del Taoiseach Bertie Ahern Ministre de Finances, càrrec que va mantenir fins al setembre de 2004.
En aquell moment abandonà la política nacional per esdevenir membre de la Comissió Barroso, en la qual fou nomenat Comissari Europeu del Mercat Interior i Serveis.